# Gagyeong-dong
Gagyeong-dong (koreanska: 가경동) är en stadsdel i stadsdistriktet Heungdeok-gu i staden Cheongju i Sydkorea. Den ligger i provinsen Norra Chungcheong, i den centrala delen av landet, 110 km söder om huvudstaden Seoul.